# Kedar Williams-Stirling
Kedar Williams-Stirling (Londres, 4 de dezembro de 1994) é um ator britânico. Ele ficou mais conhecido mundialmente por seu papel como o estudante e capitão da equipe escolar de natação "Jackson Marchetti" na série "Sex Education", lançada pela Netflix.

## Biografia
Williams-Stirling apareceu em filmes britânicos, como Shank e Montana. Ele também apareceu nas três primeiras temporadas da série de televisão chamada de "Wolfblood: Família Lobo", o CBBC.
Em maio de 2018, foi anunciado que Williams-Stirling iria estrelar ao lado de Gillian Anderson e Asa Butterfield na comédia dramática "Sex Education" da Netflix.  A série foi lançada em 11 de janeiro de 2019 na Netflix.

## Filmografia

### Filmes
| Ano  | Título               | Papel   | Notas          |
| ---- | -------------------- | ------- | -------------- |
| 2010 | Shank                | Junior  |                |
| 2011 | Drink, Drugs and KFC | Nathan  | Curta-metragem |
| 2013 | You Are Me           | Dan     | Curta-metragem |
| 2014 | Montana              | Lorenzo |                |
| 2016 | Elderflower          | Tony    | Curta-metragem |
| 2018 | Two Graves           | Barry   |                |
| TBA  | Changeland           | Marc    |                |

### Televisão
| Ano       | Título                  | Papel             | Notas                    |
| --------- | ----------------------- | ----------------- | ------------------------ |
| 2007      | The Bill                | Adie Mazvidza     |                          |
| 2008      | Silent Witness          | Levi Harris       |                          |
| 2009      | Doctors                 | Richard Cole      |                          |
| 2012–2014 | Wolfblood: Família Lobo | Tom Okanawe       | Três primeiras temporada |
| 2016      | Roots                   | Sitafa            |                          |
| 2017      | Death in Paradise       | Torey Martin      |                          |
| 2017      | Will                    | Owen              |                          |
| 2019–2023 | Sex Education           | Jackson Marchetti | Elenco regular           |